# Parma Associazione Sportiva 1953-1954
Questa pagina raccoglie le informazioni riguardanti il Parma Associazione Sportiva nelle competizioni ufficiali della stagione 1953-1954.

## Stagione
Nella stagione 1953-1954 il Parma ha disputato il campionato di Serie C, un torneo a 18 squadre con due promozioni e quattro retrocessioni. Con 43 punti ha ottenuto il primo posto unitamente all'Arsenale Taranto, ed è stato promosso in Serie B con i pugliesi. Retrocedono in IVª Serie il Mantova, la Lucchese, il Pisa ed il Toma Maglie.
La stagione 1953-54 vede i biancocrociati ritornare trionfalmente tra i cadetti dopo una splendida galoppata vincente, ex aequo con l'Arsenale Taranto, entrambe con 43 punti in classifica. Alle spalle della coppia promossa tra i cadetti, masticano amaro il Venezia, il Livorno ed il Lecce, che erano partite con i favori dei pronostici. La squadra crociata affidata al tecnico Carlo Alberto Quario in casa ottiene undici vittorie e cede solo alla Sanremese, in trasferta ottiene sei vittorie, tra le quali spicca il secco (0-3) inferto ai cugini piacentini. La punta di diamante dei ducali per questa stagione è Július Korostelev con 15 reti personali, buono anche il bottino del boemo Čestmír Vycpálek autore di 10 realizzazioni.

## Rosa
| N. |                           | Ruolo | Calciatore        |
| -- | ------------------------- | ----- | ----------------- |
|    | Italia (bandiera)         | C     | Dario Bertolini   |
|    | Italia (bandiera)         | C     | Giorgio Bordignon |
|    | Italia (bandiera)         | C     | Fausto Braga      |
|    | Italia (bandiera)         | D     | Ivo Cocconi       |
|    | Italia (bandiera)         | D     | Claudio Darni     |
|    | Italia (bandiera)         | A     | Edmondo Fabbri    |
|    | Italia (bandiera)         | A     | Giordano Foglia   |
|    | Italia (bandiera)         | D     | Giovanni Griffith |
|    | Italia (bandiera)         | C     | Virginio Guidazzi |
|    | Cecoslovacchia (bandiera) | A     | Július Korostelev |

| N. |                           | Ruolo | Calciatore        |
| -- | ------------------------- | ----- | ----------------- |
|    | Italia (bandiera)         | C     | Giuseppe Mainiero |
|    | Italia (bandiera)         | P     | Gino Menozzi      |
|    | Italia (bandiera)         | D     | Aldo Monardi      |
|    | Italia (bandiera)         | P     | Gianpiero Rivolo  |
|    | Italia (bandiera)         | A     | Adriano Rossi     |
|    | Italia (bandiera)         | A     | Sergio Sangiorgi  |
|    | Italia (bandiera)         | C     | Giorgio Schiavon  |
|    | Italia (bandiera)         | D     | Raimondo Taucar   |
|    | Cecoslovacchia (bandiera) | C     | Čestmír Vycpálek  |
|    | Italia (bandiera)         | A     | Norberto Zanet    |

## Risultati

### Girone di andata
| Arbitro: | Menchini (Udine) |

|                                                  |           |  |
| Korostelev 16’, 20’, 66’ Vycpálek 58’ Fabbri 64’ | Marcatori |  |

| Arbitro: | Poggi (Pisa) |

|         |           |                                   |
| Puce 7’ | Marcatori | 44’, 52’, 75’ Vycpálek 89’ Fabbri |

| Arbitro: | Boati (Milano) |

|                                        |           |                           |
| Guidazzi 8’ Korostelev 38’, 51’ (rig.) | Marcatori | 11’ Ziletti 38’ Altobello |

| Arbitro: | Ferrari (Milano) |

|                                              |           |  |
| Korostelev 56’ (rig.) 83’ Sangiorgi 68’, 79’ | Marcatori |  |

| Arbitro: | Pieri (Trieste) |

|  |           |              |
|  | Marcatori | 14’ Vycpálek |

| Arbitro: | Canepa (Genova) |

|  |           |                                   |
|  | Marcatori | 63’, 78’ Korostelev 85’ Sangiorgi |

| Arbitro: | Perucci (Verona) |

|                          |           |              |
| Vycpálek 31’ Cocconi 76’ | Marcatori | 33’ Ferretti |

| Carbonia 1º novembre 1953 8ª giornata | Carbosarda    | 0 – 0 | Parma | Stadio Comunale\| Arbitro: \| Arpaia (Roma) \| |
| Arbitro:                              | Arpaia (Roma) |       |       |                                                |

| Arbitro: | Ferrari (Milano) |

|                |           |  |
| Korostelev 67’ | Marcatori |  |

| Arbitro: | Bonetto (Torino) |

|                      |           |  |
| Biagini 73’ Buda 89’ | Marcatori |  |

| Sanremo 29 novembre 1953 11ª giornata | Sanremese      | 0 – 0 | Parma | Stadio di Sanremo\| Arbitro: \| Boati (Milano) \| |
| Arbitro:                              | Boati (Milano) |       |       |                                                   |

| Arbitro: | Smorto (Reggio Calabria) |

|                             |           |                          |
| Vycpálek 24’ Korostelev 51’ | Marcatori | 9’ Bonaiti 16’ Baccalini |

| Arbitro: | Grillo (Afragola) |

|  |           |            |
|  | Marcatori | 63’ Fabbri |

| Parma 27 dicembre 1953 14ª giornata | Parma            | 0 – 0 | Venezia | Stadio Ennio Tardini\| Arbitro: \| Griggi (Brescia) \| |
| Arbitro:                            | Griggi (Brescia) |       |         |                                                        |

| Parma 3 gennaio 1954 15ª giornata | Parma            | 0 – 0 | Lecce | Stadio Ennio Tardini\| Arbitro: \| Bonetto (Torino) \| |
| Arbitro:                          | Bonetto (Torino) |       |       |                                                        |

| Lecco 10 gennaio 1954 16ª giornata | Lecco           | 0 – 0 | Parma | Stadio Mario Rigamonti\| Arbitro: \| De Leo (Mestre) \| |
| Arbitro:                           | De Leo (Mestre) |       |       |                                                         |

| Arbitro: | Marchetti (Milano) |

|                             |           |  |
| Korostelev 23’ Guidazzi 65’ | Marcatori |  |

### Girone di ritorno
| Arbitro: | Ferrari (Milano) |

|                        |           |  |
| Romani 12’ Vismara 74’ | Marcatori |  |

| Arbitro: | Notargiacomo (Roma) |

|                                     |           |                 |
| Darni 8’ Sangiorgi 24’ Vycpálek 75’ | Marcatori | 25’ Veglianetti |

| Arbitro: | Rigato (Mestre) |

|               |           |  |
| Altobello 69’ | Marcatori |  |

| Arbitro: | Marchese (Napoli) |

|  |           |              |
|  | Marcatori | 47’ Guidazzi |

| Parma 28 febbraio 1954 22ª giornata | Parma           | 0 – 0 | Mantova | Stadio Ennio Tardini\| Arbitro: \| Gronda (Milano) \| |
| Arbitro:                            | Gronda (Milano) |       |         |                                                       |

| Arbitro: | Adami (Roma) |

|           |           |         |
| Rossi 31’ | Marcatori | 4’ Mari |

| Arbitro: | De Leo (Mestre) |

|                           |           |            |
| Ferretti 15’ Bronzoni 20’ | Marcatori | 57’ Fabbri |

| Arbitro: | Grignani (Milano) |

|                           |           |  |
| Rossi 10’, 30’ Fabbri 42’ | Marcatori |  |

| Arbitro: | Canepa (Genova) |

|               |           |  |
| Bernardis 80’ | Marcatori |  |

| Arbitro: | Mori (Cremona) |

|                        |           |              |
| Rossi 17’ Vycpálek 74’ | Marcatori | 30’ Puccetti |

| Arbitro: | Notargiacomo (Roma) |

|  |           |             |
|  | Marcatori | 26’ Mantero |

| Arbitro: | Grillo (Afragola) |

|             |           |                          |
| Bonaiti 21’ | Marcatori | 5’ Fabbri 64’ Korostelev |

| Arbitro: | De Gregorio (Legnano) |

|                                    |           |            |
| Korostelev 57’ (rig.) Guidazzi 72’ | Marcatori | 41’ Rosini |

| Arbitro: | Maurelli (Roma) |

|                    |           |  |
| Scroccaro 16’, 89’ | Marcatori |  |

| Brindisi 16 maggio 1954 32ª giornata | Lecce           | 0 – 0 | Parma | Stadio Comunale\| Arbitro: \| Perego (Milano) \| |
| Arbitro:                             | Perego (Milano) |       |       |                                                  |

| Arbitro: | Grandville (Roma) |

|                       |           |  |
| Korostelev 47’ (rig.) | Marcatori |  |

| Arbitro: | Lo Bello (Siracusa) |

|                |           |  |
| Castignani 47’ | Marcatori |  |

## Statistiche

### Statistiche dei giocatori
| Giocatore     | Serie C  | Serie C |
| Giocatore     | Presenze | Reti    |
| ------------- | -------- | ------- |
| G. Bartolini  | 5        | 0       |
| G. Bordignon  | 34       | 0       |
| F. Braga      | 4        | 0       |
| I. Cocconi    | 34       | 1       |
| C. Darni      | 27       | 1       |
| E. Fabbri     | 30       | 6       |
| G. Foglia     | 1        | 0       |
| G. Griffith   | 1        | 0       |
| V. Guidazzi   | 31       | 3       |
| J. Korostelev | 32       | 14      |
| G. Mainiero   | 2        | 0       |
| G. Menozzi    | 32       | -21     |
| A. Monardi    | 7        | 0       |
| G. Rivolo     | 2        | -2      |
| A. Rossi      | 12       | 4       |
| S. Sangiorgi  | 22       | 4       |
| G. Schiavon   | 33       | 0       |
| R. Taucar     | 34       | 0       |
| C. Vycpálek   | 30       | 10      |
| N. Zanet      | 1        | 0       |